# Ochrochernes tenggerianus
Ochrochernes tenggerianus es una especie de arácnido  del orden Pseudoscorpionida de la familia Chernetidae.

## Distribución geográfica
Se encuentra en Java y Sumatra en (Indonesia).